# Aciagrion huaanensis
Aciagrion huaanensis е вид водно конче от семейство Coenagrionidae.

## Разпространение
Видът е разпространен в Китай (Фудзиен).